# Museo del Desembarco
Museo del Desembarco es un museo ubicado al sur de la ciudad de Puerto Madryn, Argentina. Se localiza en las cercanías del sitio en donde desembarcaron del Velero Mimosa 153 colonos galeses el 28 de julio de 1865 y donde fue el primer asentamiento de Puerto Madryn, durante los días posteriores.
El museo cuenta la historia del desembarco de los galeses en Chubut, como así también los antecedentes y el posterior desarrollo de la colonia. Se inauguró el 25 de mayo de 2001.

## Punta Cuevas

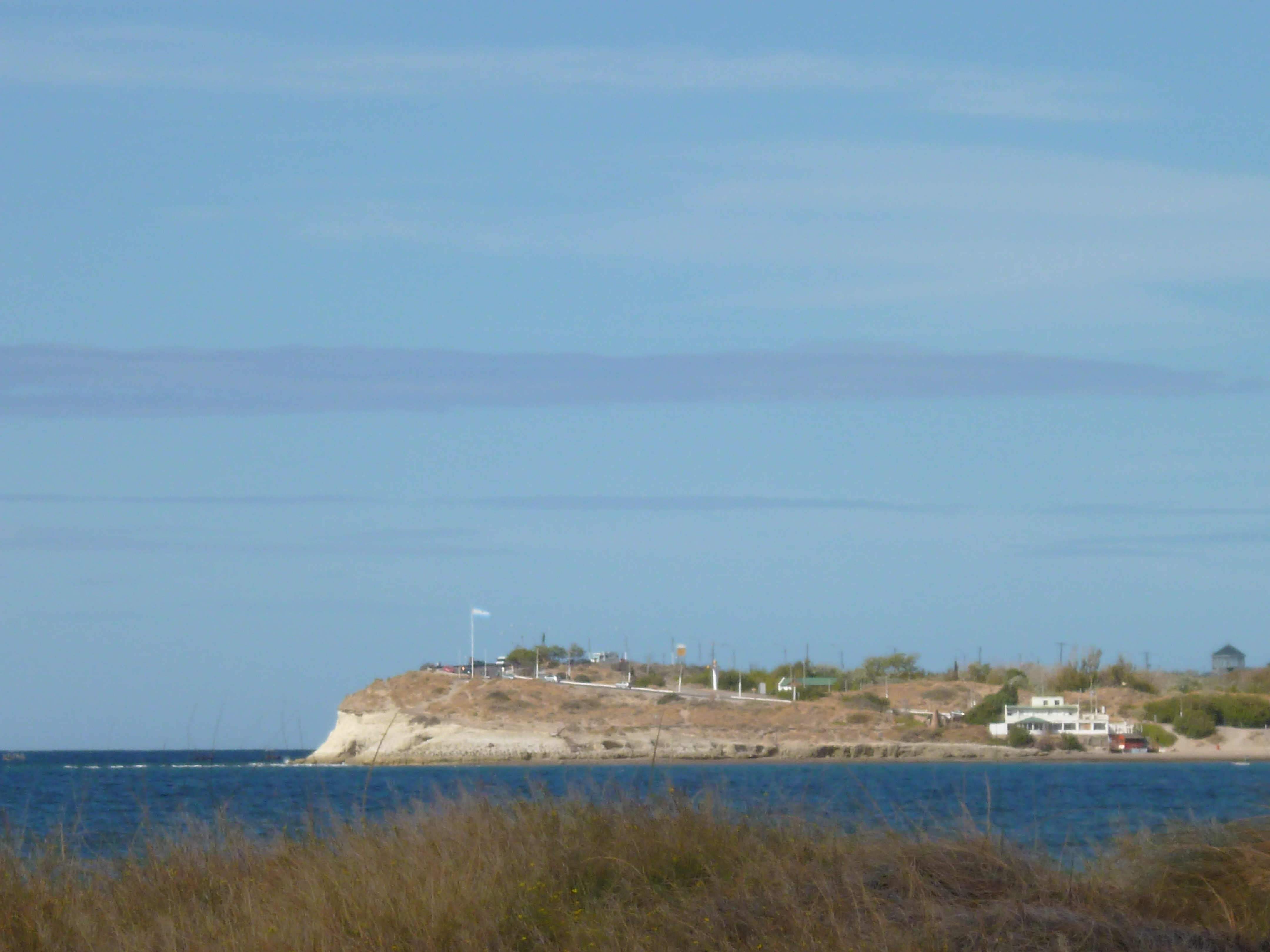
Punta Cuevas.

El museo se encuentra ubicado sobre la Punta Cuevas. Este sitio recibe el nombre por unas excavaciones naturales en la roca, formadas en los acantilados. Se cree que éste fue el primer asentamiento galés. Aunque, debido a que éstas se inundan durante la marea alta, se dice que los colonos construyeron otras en el sitio, de forma improvisada, y donde habitaron unos pocos días. Hoy en día, se mantienen algunas de estas cuevas y se encuentran protegidas por el Parque Histórico Punta Cuevas.

## Galería

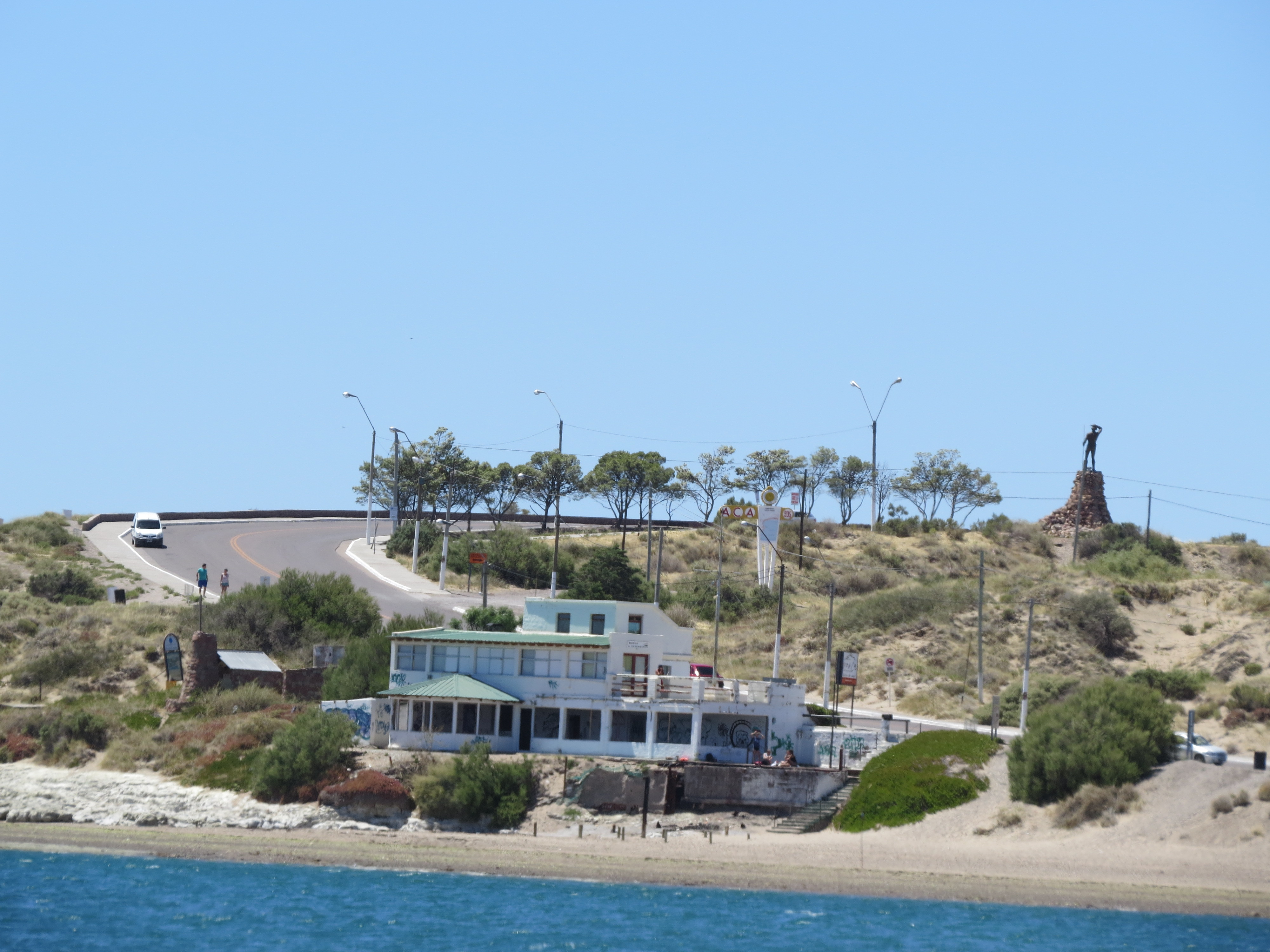
Alrededores del museo.
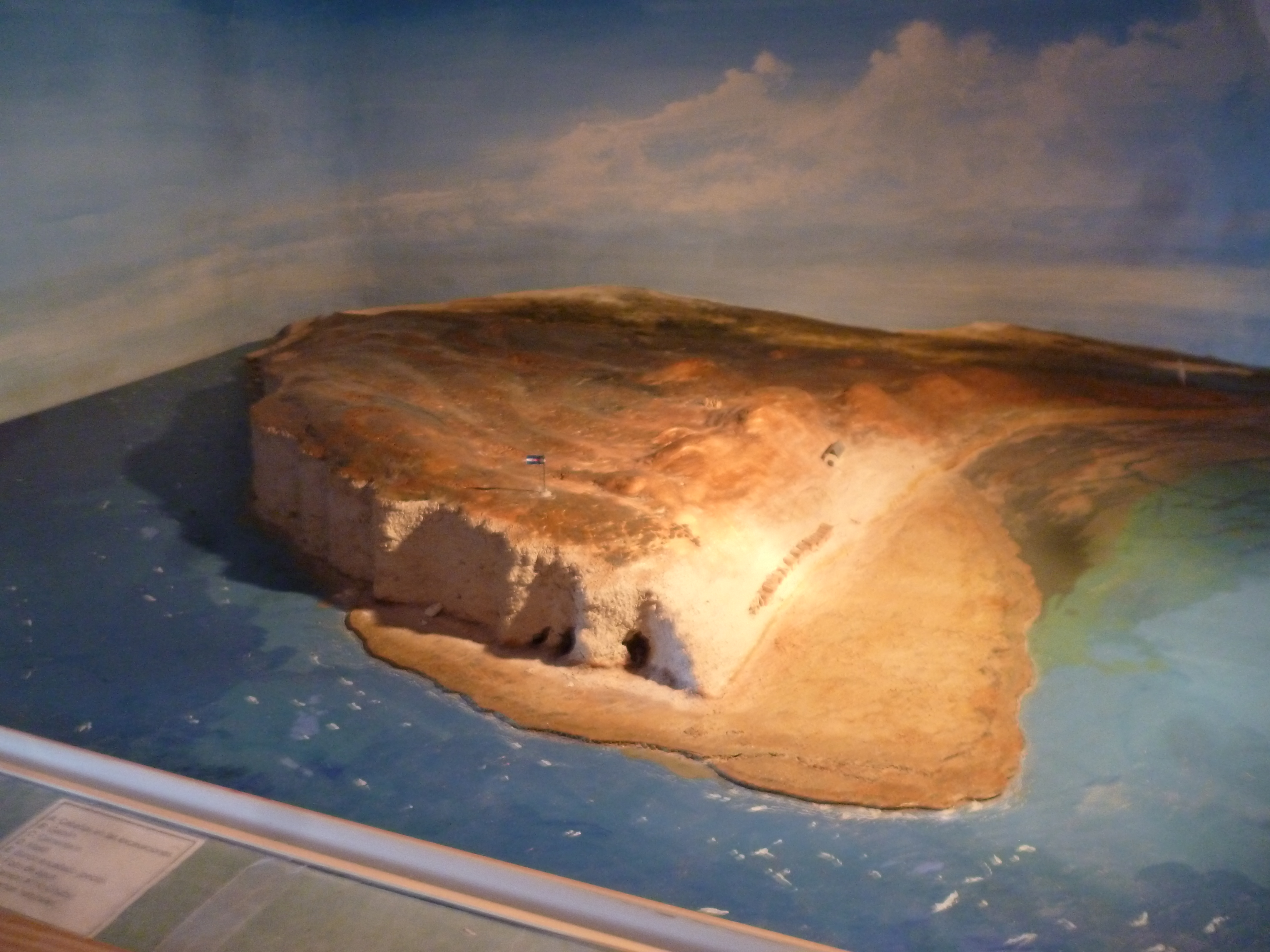
Maqueta de Punta Cuevas.
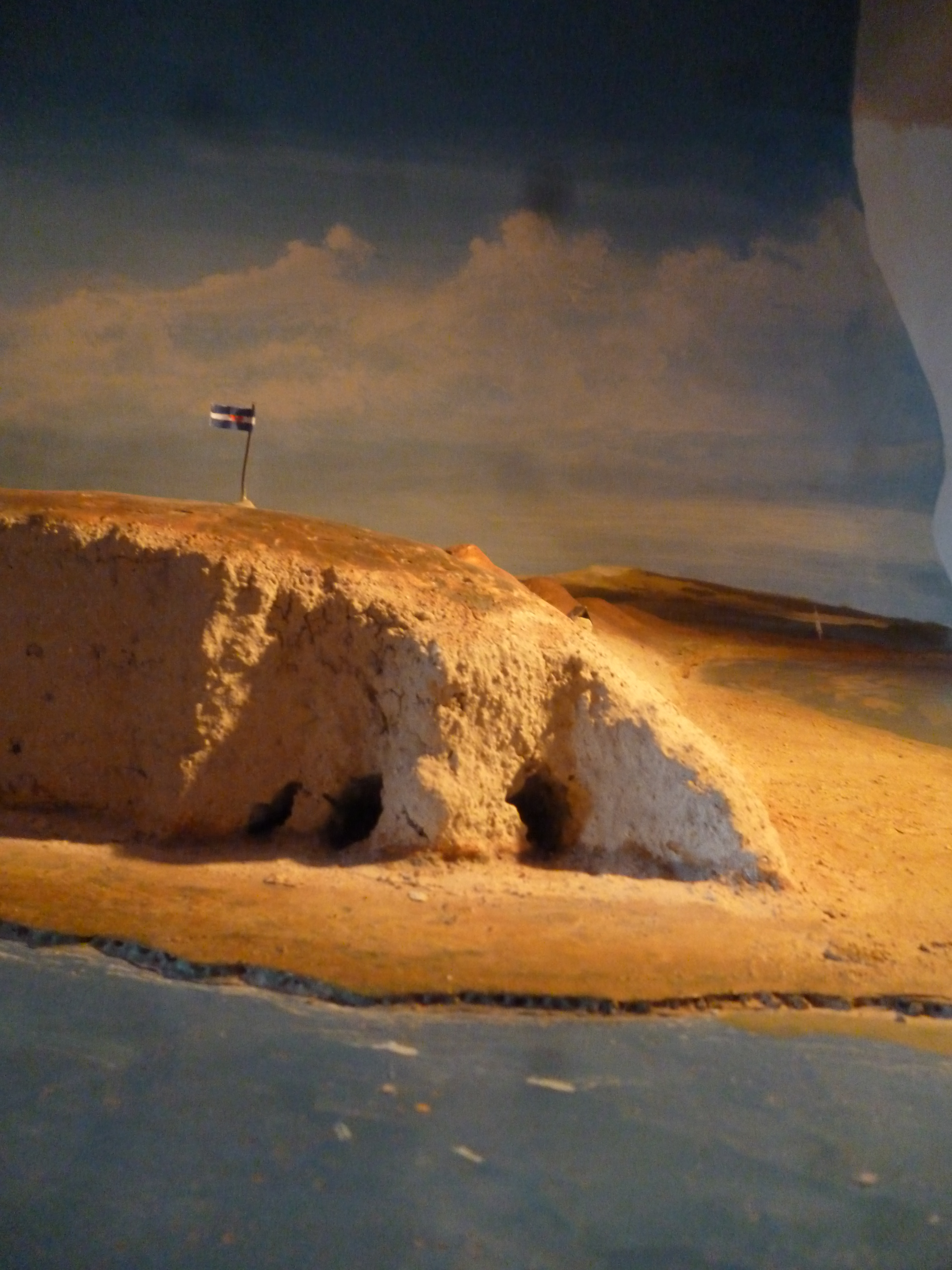
Maqueta de Punta Cuevas.
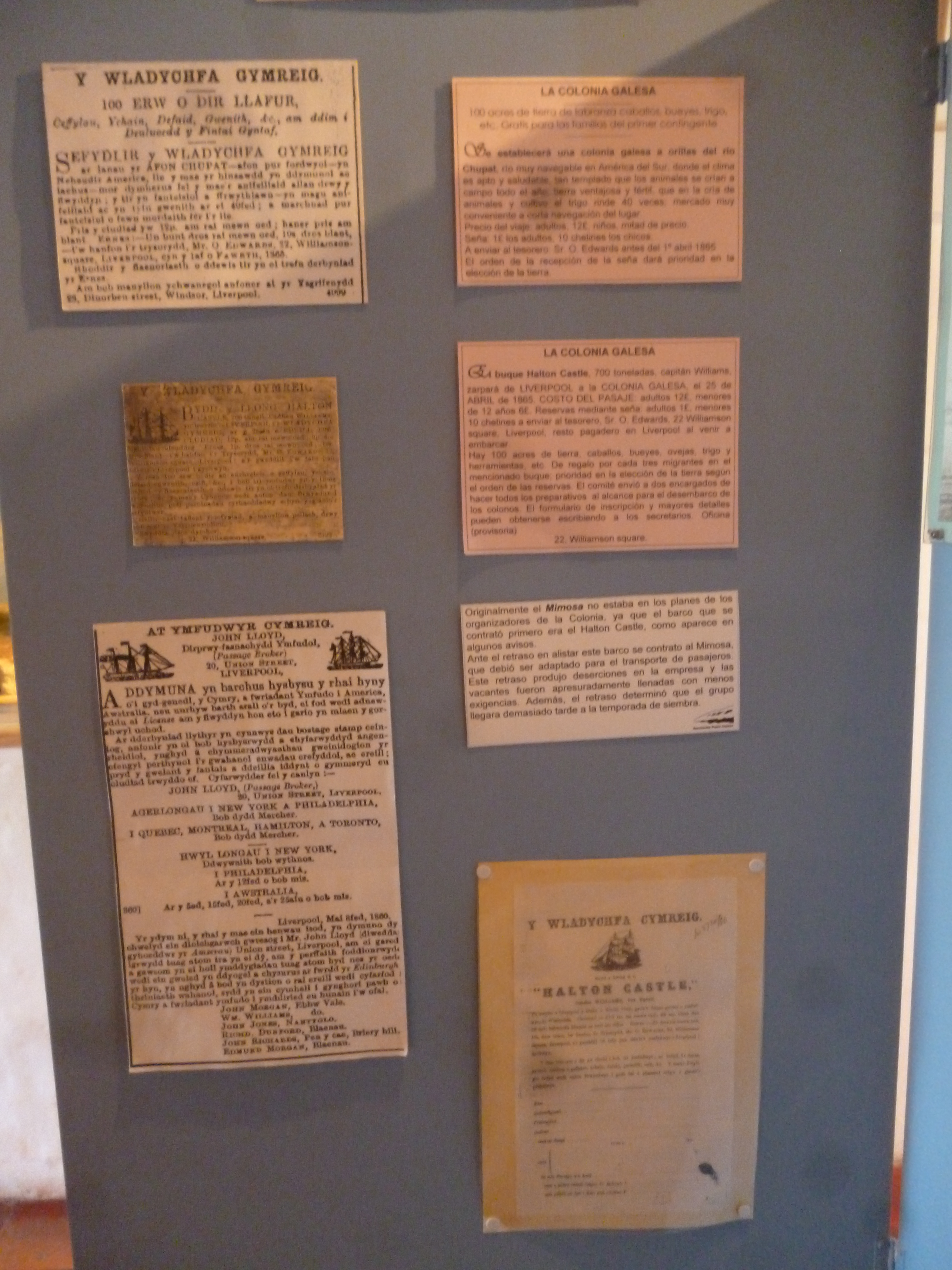
Avisos de la colonia en idioma galés.
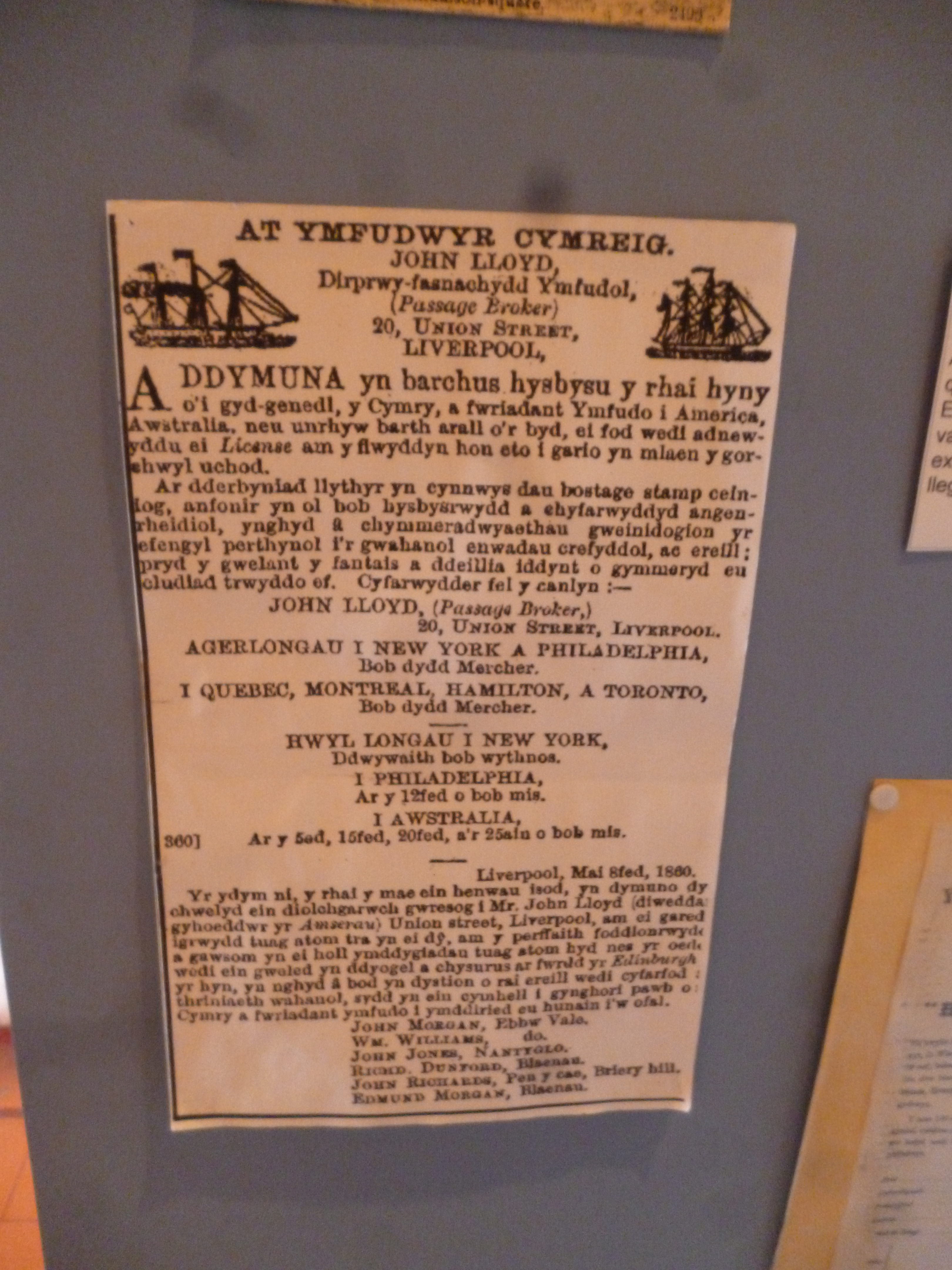
Publicidad del Mimosa.
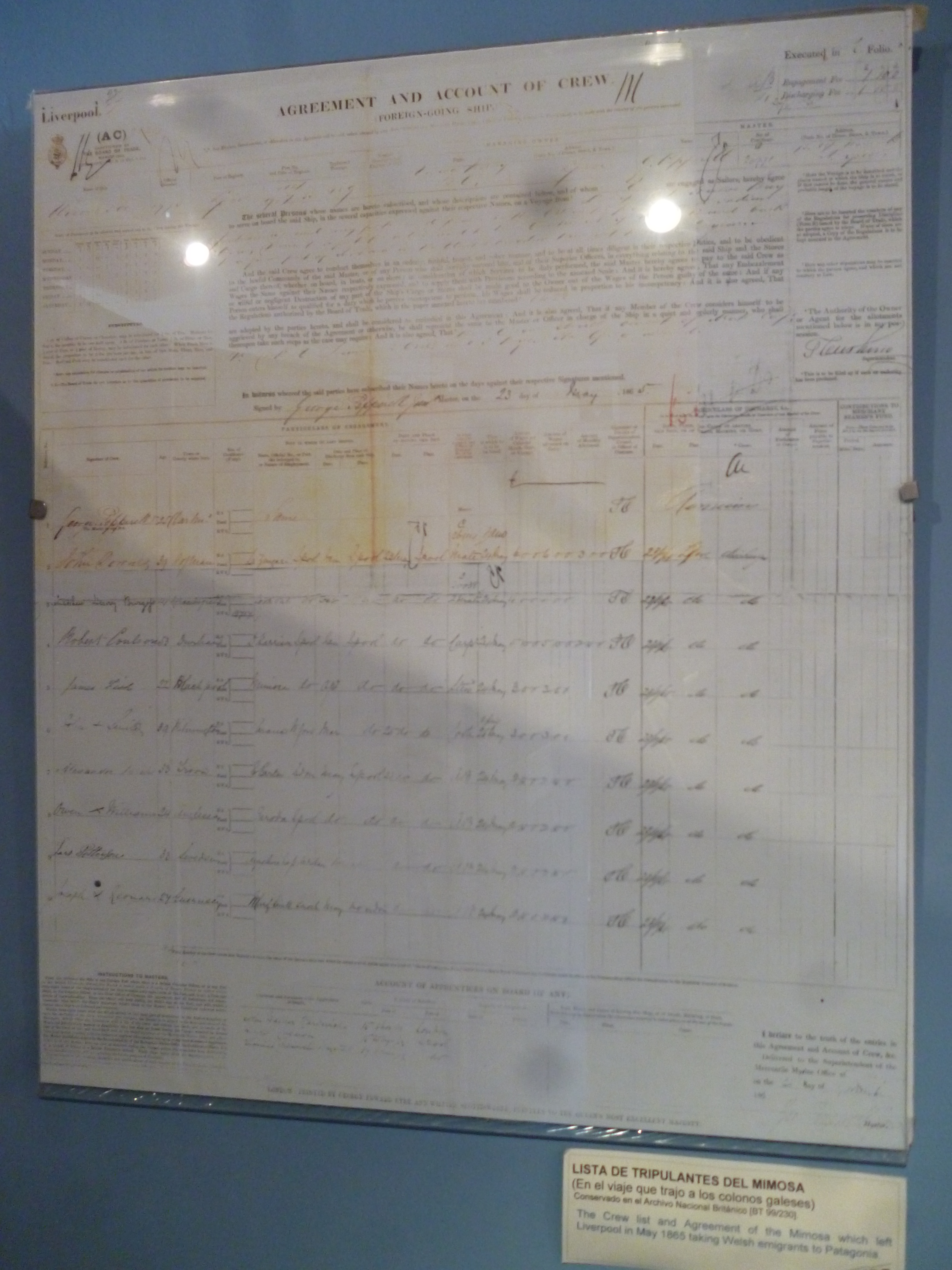
Lista de pasajeros del Mimosa.
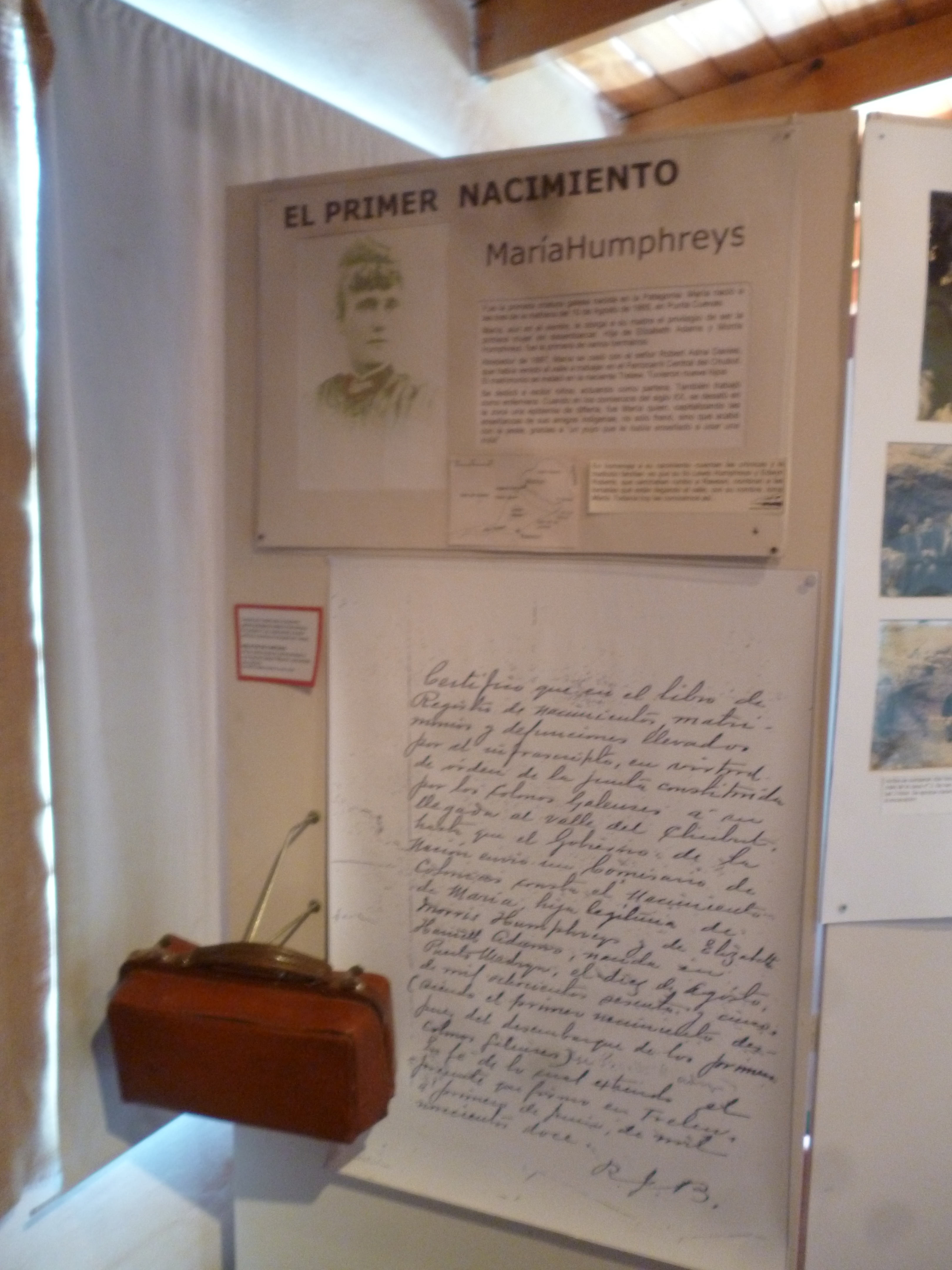
Espacio dedicado a María Humphreys.
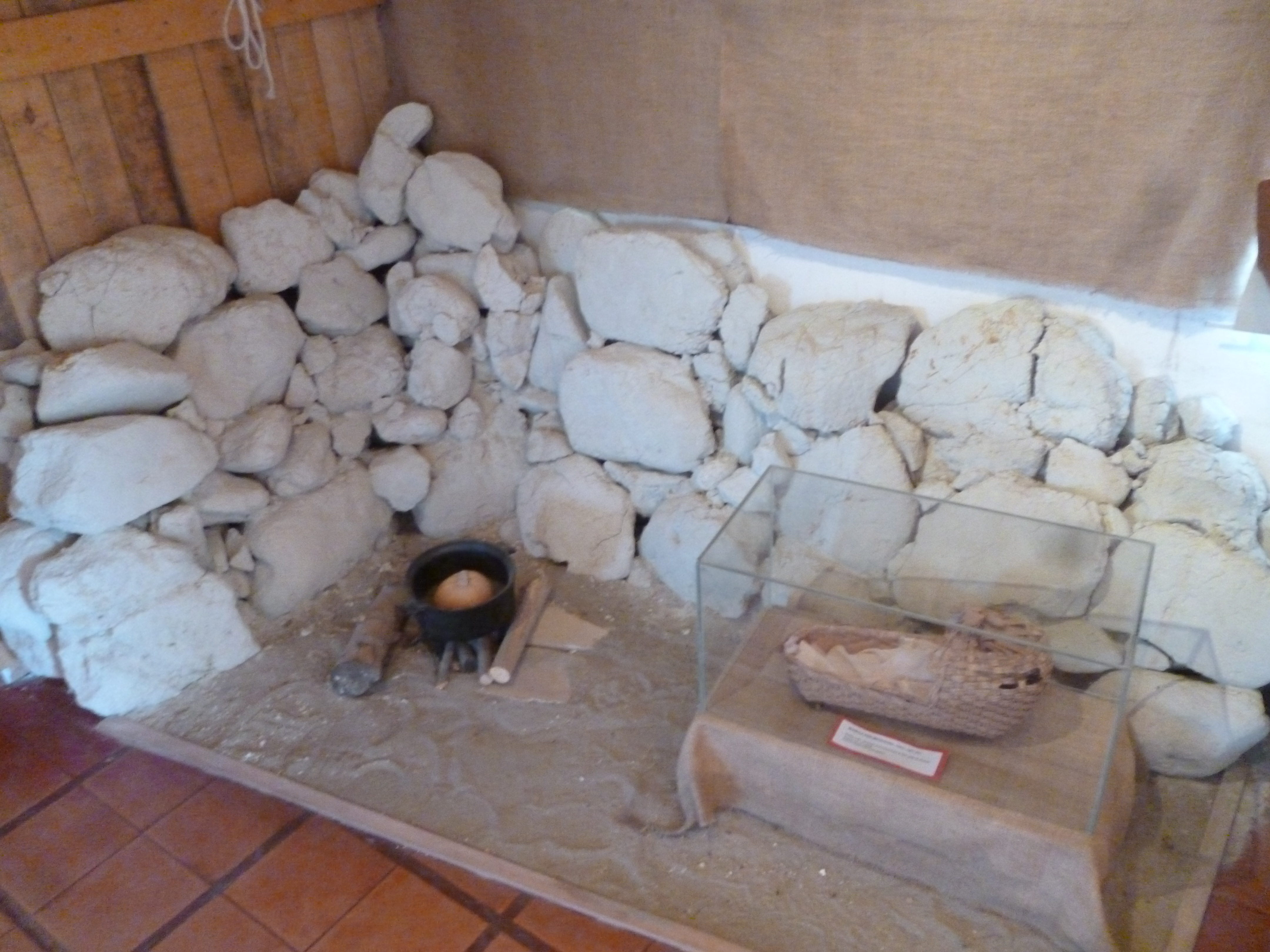
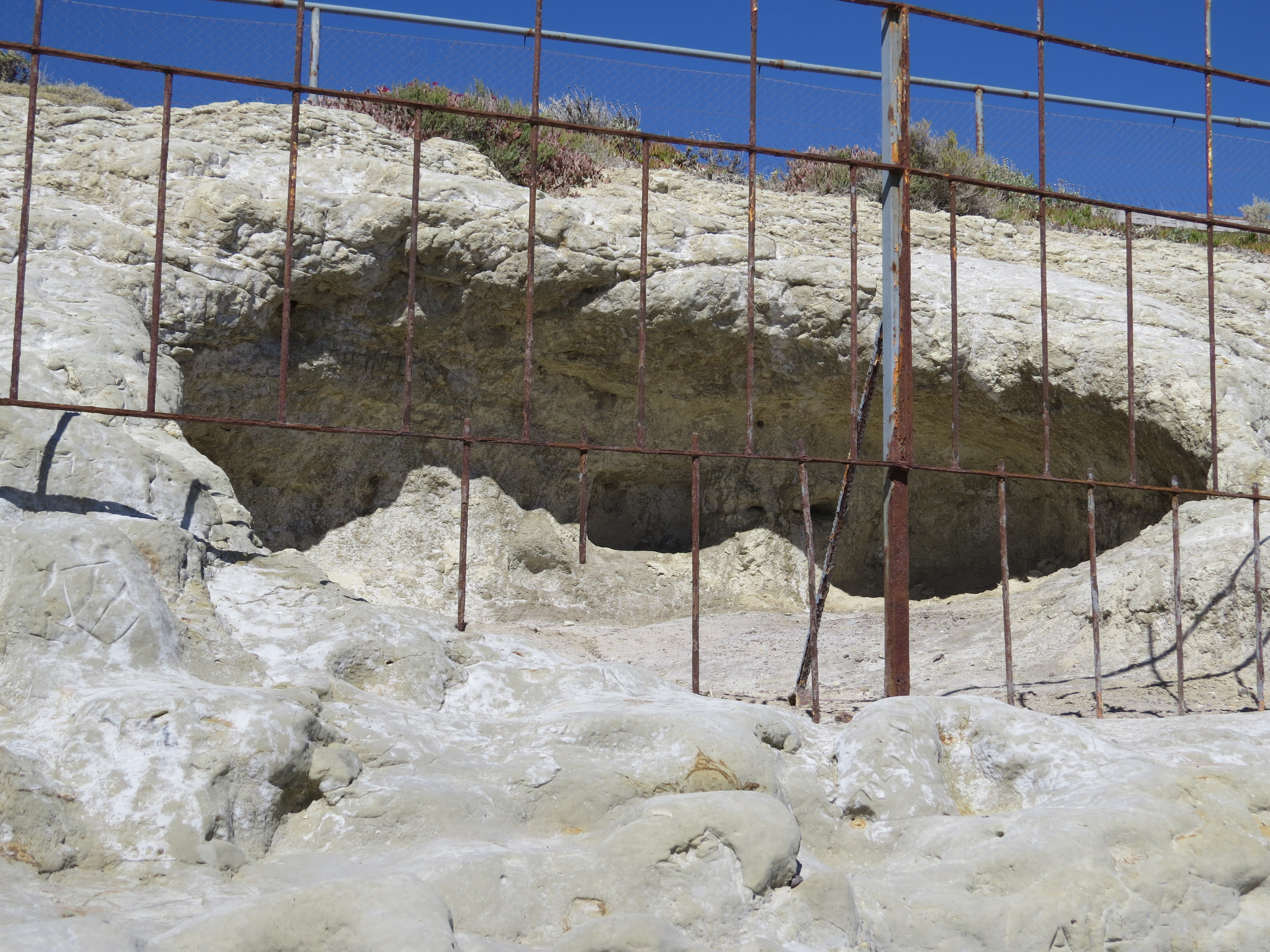
Una de las cuevas de los galeses.
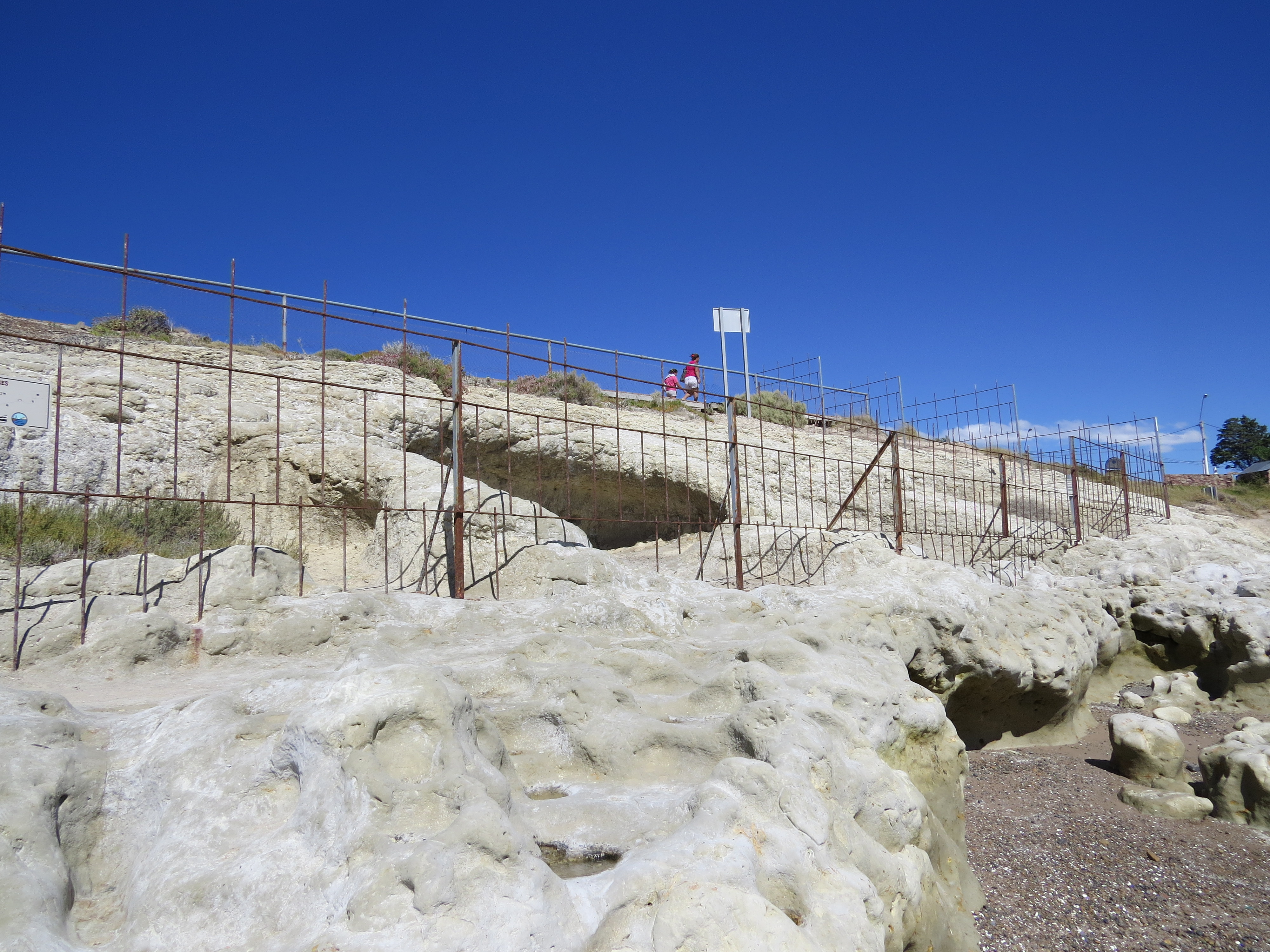
Cuevas.
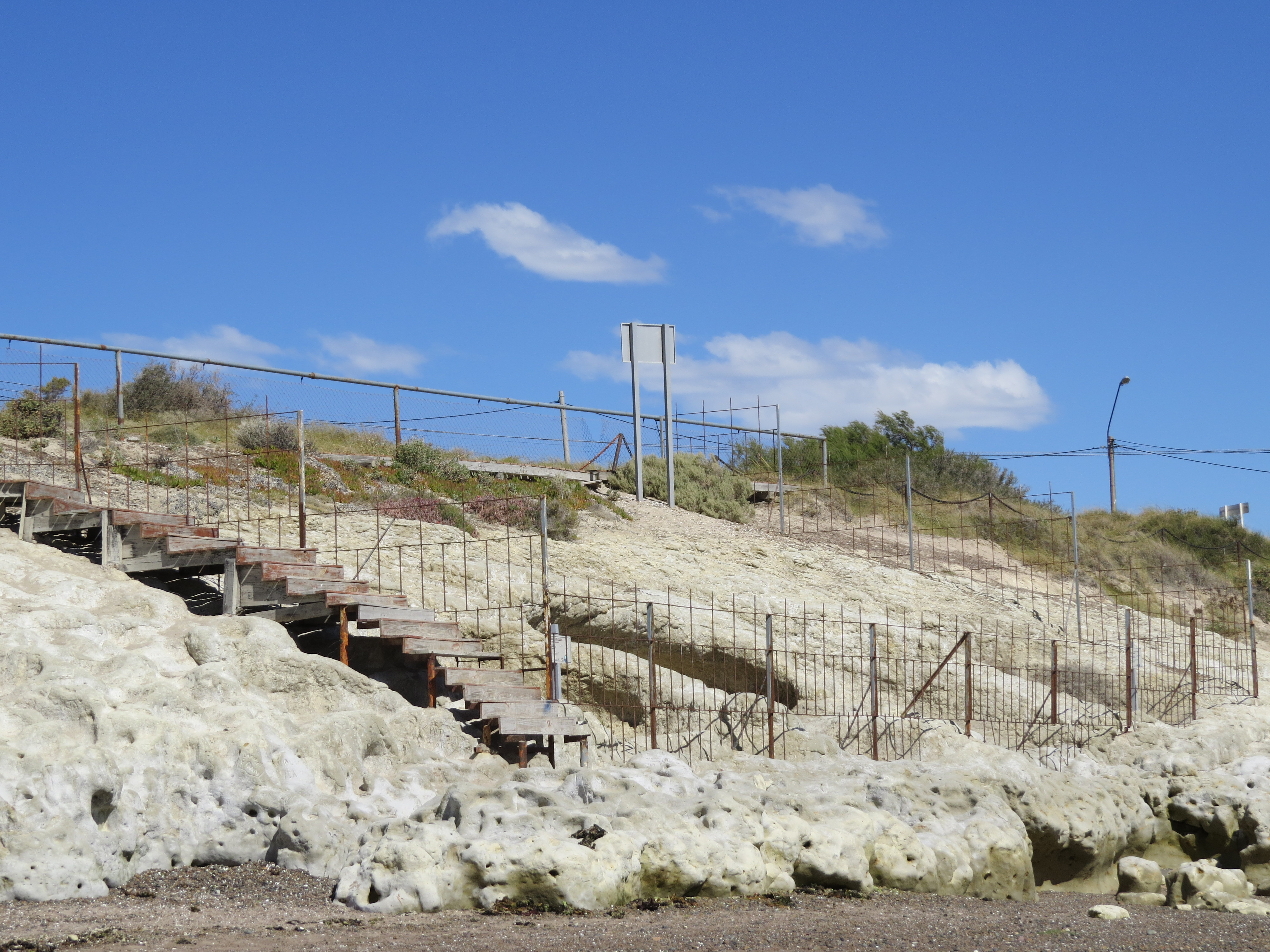
Cuevas.
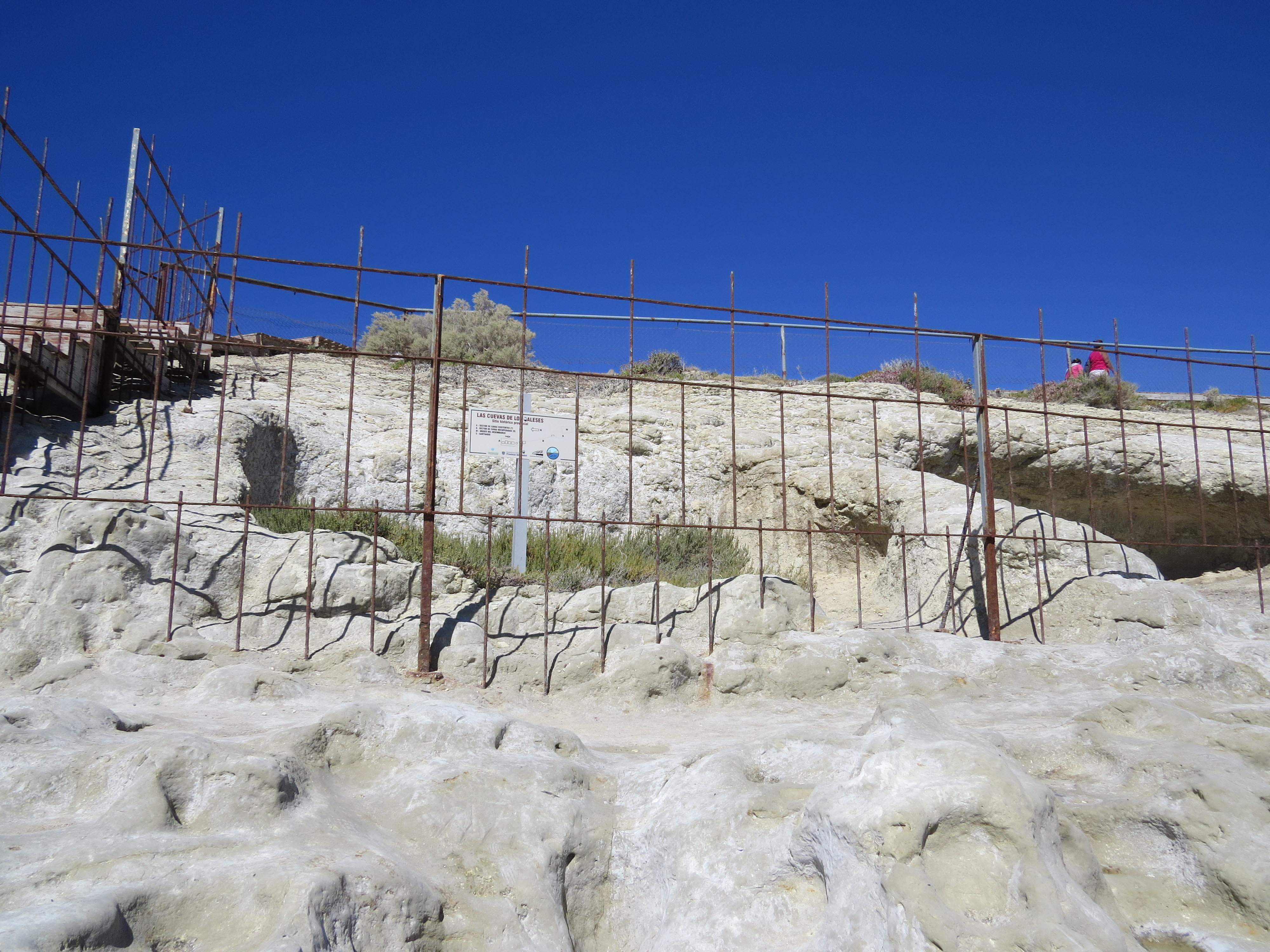
La cueva más cercana a la punta.
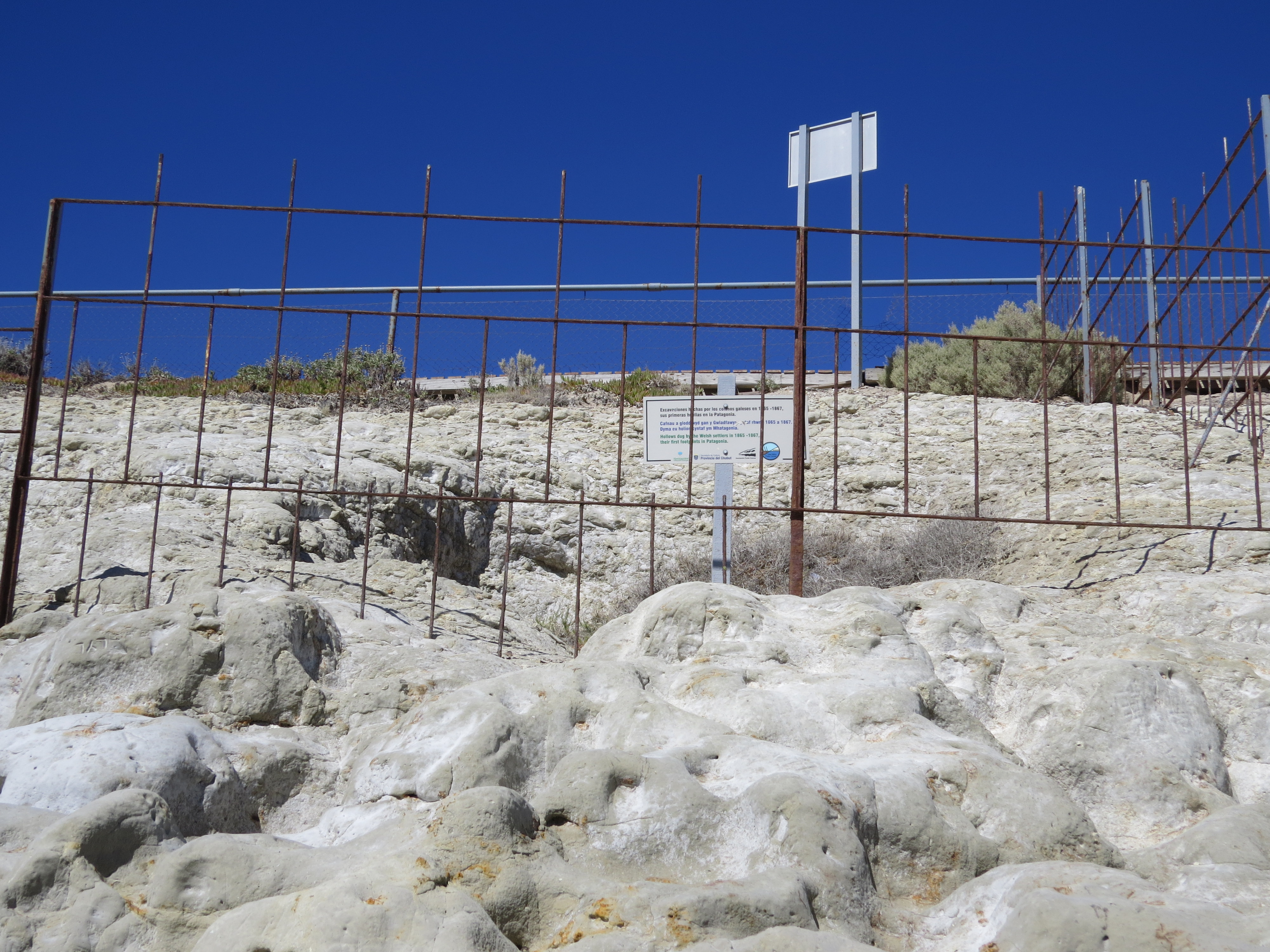
Cuevas.